# 范布倫 (緬因州)
范布倫（英語：Van Buren）是一個位於美國緬因州阿魯斯圖克縣的市鎮。

## 人口
根據2020年美國人口普查的數據，范布倫的面積為90.29平方千米，當中陸地面積為87.49平方千米，而水域面積為2.80平方千米。當地共有人口2038人，而人口密度為每平方千米23人。